# Lovec: Zimní válka
Lovec: Zimní válka (v anglickém originále The Huntsman: Winter's War) je americký fantasy akční film z roku 2016. Režie se ujal Cedric Nicolas-Troyan a scénáře Evan Spiliotopoulso a Craig Mazin. Z prvního filmu se znovu objevili Chris Hemsworth, Charlize Theron, Nick Frost a Sam Claflin a nově se objevili Emily Bluntová, Rob Brydon a Jessica Chastainová.
Film měl premiéru v Hamburku 29. března 2016 a do kin byl oficiálně uveden 22. dubna 2016. Film získal negativní kritiku a vydělal přes 164 milionů dolarů.

## Obsazení
| Chris Hemsworth     | Eric             |
| Conrad Khan         | malý Eric        |
| Charlize Theron     | Královna Ravenna |
| Emily Bluntová      | Freya            |
| Jessica Chastainová | Sara             |
| Niamh Walter        | malá Sara        |
| Nick Frost          | Nion             |
| Sam Claflin         | Král William     |
| Rob Brydon          | Gryff            |
| Alexandra Roach     | Doreena          |
| Sheridan Smith      | Bromwyn          |
| Sope Dirisu         | Tull             |
| Sam Hazeldine       | Liefr            |
| Sophie Cookson      | Pippa            |
| Colin Morgan        | Andrew           |
| Fred Tatasciore     | zrcadlo (hlas)   |
| Madeleine Worrall   | Ericova matka    |
| Liam Neeson         | vypravěč         |

## Produkce
Sequel byl plánován s Rupertem Sandersem jako režisérem a s Kristen Stewart jako Sněhurkou, kvůli skandálu se ani jeden z nich nevrátil, a film tak změnil své soustředění na lovce. Natáčení začalo 6. dubna 2015 v Anglii.

## Přijetí
Film vydělal 48 milionů dolarů v Severní Americe a přes 116 milionů dolarů v ostatních oblastech, celkově tak vydělal 164,6 milionů dolarů po celém světě. Rozpočet filmu činil 115 milionů dolarů. Za první víkend vydělal 19,4 milionů dolarů, což je o 64 % méně než první film.